# Suzanne La Follette
Suzanne Clara La Follette (24 de junho de 1893 - 23 de abril de 1983) foi uma jornalista e escritora norte-americana que defendeu o feminismo libertário na primeira metade do século XX. Como uma editora que ajudou a fundar várias revistas, ela foi uma das primeiras feministas, e também anticomunista.